# 极品飞车：极限边缘
《極速快感：極限邊緣》（中国大陆又译作），是由EA SPEARHEAD工作室開發的一款線上遊戲，韓國由NEXON營運，中國則由騰訊遊戲營運，本作採用寒霜3引擎開發，地圖則來自前作《極速快感：生存競速》。
2019年4月4日，由於先前遊戲裡有許多漏洞等問題，造成玩家人數下滑，營運不佳，Nexon於當天宣布韓國伺服器於同年5月30日關閉。中國伺服器則不影響。
2021年10月27日，騰訊遊戲宣布中國大陸伺服器因代理協議即將到期，將於2022年1月27日停止營運。自宣布當日起玩家無法再進行儲值及註冊。

## 玩法
擁有多人遊戲、單人遊戲、或可在自由模式下自由行駛，但都必須保持連線，且需要一組帳號才可遊玩。

## 外部連結
- 极品飞车Online（中国） （页面存档备份，存于）
- Need For Speed:Edge（韓國） （页面存档备份，存于）